# Гигроцибе коническая
Гигро́цибе кони́ческая (лат. Hygrócybe cónica) — гриб из рода Гигроцибе (Hydrocybe) семейства Гигрофоровые (Hygrophoraceae). Типовой вид рода.
Синонимы:
- Agaricus conicus Schaeff., 1774
- Agaricus conicus Scop., 1772
- Agaricus conicus var. tristis (Pers.) Pers., 1801, nom. illeg.
- Agaricus croceus Bull. & Vent., 1812, nom. illeg.
- Agaricus hyacinthus Batsch, 1783
- Agaricus tristis Pers., 1796, nom. illeg.
- Godfrinia conica (Scop.) Maire, 1902
- Hygrocybe conica var. tristis (Pers.) Heinem., 1963, nom. illeg.
- Hygrocybe pseudoconica var. tristis (Pers.) Bon, 1989, nom. illeg.
- Hygrocybe riparia Kreisel, 1960
- Hygrocybe tristis (Pers.) F.H. Møller, 1945, nom. illeg.
- Hygrophorus conicus (Scop.) Fr., 1838
- Hygrophorus hyacinthus (Batsch) Sacc., 1887
- Hygrophorus tristis (Pers.) Bres., 1928, nom. illeg.

## Описание
- Шляпка 2—9 см в диаметре, конической или колокольчатой формы, гладкая, в дождливую погоду слабо клейкая, оранжевого, красного или красно-оранжевого цвета, по краю более светлая, при повреждении и с возрастом чернеет.
- Мякоть ломкая, одного цвета со шляпкой, на воздухе чернеет, без особого вкуса и запаха.
- Гименофор пластинчатый, пластинки свободные от ножки, светло-жёлтого или зеленовато-оранжевого цвета, при повреждении и при созревании спор чернеют.
- Ножка 2—10 см длиной и 0,3—1 см толщиной, хрупкая, с возрастом полая, жёлтого или жёлто-оранжевого цвета, в нижней части более светлая, при повреждении чернеет. Кольцо отсутствует.
- Споровый порошок белого цвета. Споры 8—10×5—5,6 мкм, эллипсоидной формы, гладкие, бесцветные, неамилоидные. Гифы с пряжками.
- Является слабо ядовитым грибом.

## Ареал и экология
Известна из Евразии, Австралии и Северной Америки. Произрастает одиночно или небольшими группами, на земле на лугах, в широколиственных и хвойных лесах.